# Parc provincial Bear Glacier
Le Parc provincial Bear Glacier (anglais : Bear Glacier Provincial Park) est un parc provincial de la Colombie-Britannique (Canada) située dans le district régional de Kitimat-Stikine. Il a pour but de protéger une portion du glacier Bear et du lac Strohn. Il est administré par BC Parks.

## Géographie
Le parc est situé dans le district régional de Kitimat-Stikine, sur le long de la route 37A, à 25 km à l'ouest de Meziadin Junction et à 40 km à l'est de Stewart. Il a une superficie de 542 ha.
Le parc offre une vue sur le glacier Bear, l'un des glaciers du champ de glace Cambria. Il s'agit du seul glacier accessible par route de la province. Il comprend aussi le lac Strohn, le lac glaciaire dans lequel le glacier se déverse.